# Walton Walker
Walton Harris Walker (3 décembre 1889 - 23 décembre 1950) est un général de l'armée américaine qui fut le premier commandant de la 8e armée américaine en Corée au début de la guerre de Corée.
Il est mort dans un accident de Jeep en Corée du Sud.

## Biographie

### Jeunesse et début de carrière
Walker est né à Belton au Texas le 3 décembre 1889. Ses parents, Sam et Lydia Walker étaient tous deux diplômés du collège. Son père, un ancien officier de l'armée confédérée, puis marchand, lui a appris à monter à cheval, à tirer et à chasser. Walker est diplômé de l'académie Wedemeyer à Belton.
Il entre à l'Institut militaire de Virginie en 1907 et il sort diplômé de l'académie militaire de West Point en 1912. En tant que lieutenant, il sert durant l’expédition de Vera Cruz en 1914 sous le brigadier général Frederick Funston. Il sert ensuite le long de la frontière américano-mexicaine en 1916. C’est à cette époque qu’il développe une amitié étroite avec Dwight Eisenhower.
Lors de la Première Guerre mondiale, Walker combat en France avec la 5e division d'infanterie et reçoit la Silver Star pour bravoure au combat. Après la Première Guerre mondiale, Walker sert à divers postes, notamment en Chine, et enseigne au Command and General Staff College à Fort Leavenworth au Kansas et à West Point. Dans les années 1930, il sert comme officier dans une brigade d'infanterie commandée par George Marshall, le futur chef d'état-major de l'armée américaine.

### Seconde Guerre mondiale

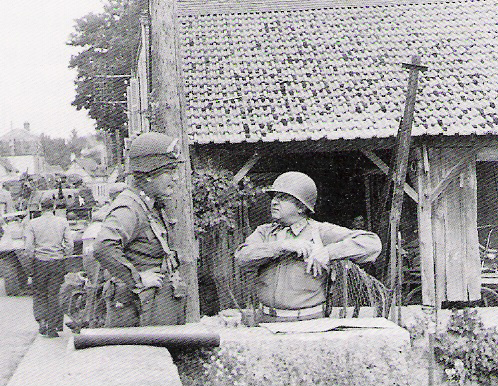
Le major-général Walker (à droite), commandant du d'armée, avec le major-général Lindsay Silvester, commandant de la 7e division blindée, à la fin août 1944.

Lorsque les hostilités éclatent en Europe en 1939, Walker est officier au War Plans division de l'état-major général, mais quand Marshall (alors chef d'état-major) charge George Patton d'organiser les forces blindées américaines, Walker réussit à convaincre Marshall de lui confier un poste de commandant subordonné à Patton ; il est promu au grade de brigadier général à cette occasion. Promu major-général en 1942, il commande la 3e division blindée et, finalement, le 20e corps d'armée, en Angleterre au début de 1944 et mène celui-ci en juillet au combat en Normandie dans le cadre de la 3e armée de Patton .
Le 20e corps de Walker joue un rôle important dans la poussée de Patton à travers la France entre août et septembre 1944, gagnant le surnom de « Ghost Corps » pour la vitesse de son avance. Les troupes de Walker participent à de violents combats en France et en Allemagne en particulier à Metz, lors de la bataille des Ardennes, et lors de la campagne d'Allemagne. Au printemps 1945, le 20e corps libère le camp de concentration de Buchenwald puis pousse au sud et à l'est, pour finalement atteindre Linz, en Autriche, en mai. Walker reçoit sa troisième étoile à ce moment, faisant de lui un lieutenant-général.
Après la guerre, Walker devient le commandant de la 5e armée, dont le siège est à Chicago, mais en 1948, il est affecté en tant que commandant général de la 8e armée, la force d'occupation américaine au Japon. Le général Douglas MacArthur, commandant suprême allié au Japon ordonne à Walker de remettre une armée affaiblie en état de combat.

### Guerre de Corée

#### L'offensive nord-coréenne

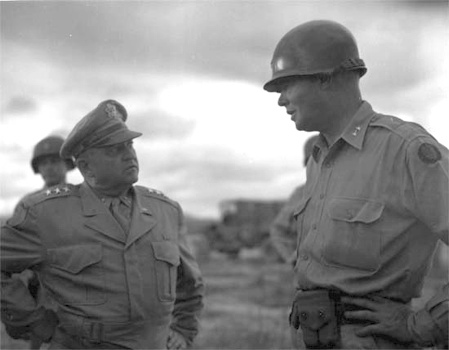
Le lieutenant-général Walker, commandant de la 8e armée rencontre le major-général William F. Dean, près de Daejeon, le 7 juillet 1950.

Peu de temps après l'invasion nord-coréenne de la Corée du Sud le 25 juin 1950, on ordonne à la 8e armée d'intervenir et de chasser les envahisseurs au-delà du 38e parallèle, la frontière entre les deux pays. Avec seulement quatre divisions légèrement équipées et mal formées, Walker commence à débarquer des troupes sur la côte sud-est de la péninsule Coréenne en juillet. Après que ses unités de tête et des éléments de la 24e division d'infanterie (y compris l’infortunée Task force Smith), ont été pratiquement détruits en quelques jours de furieux combats entre Osan et Daejeon, Walker réalise l’impossibilité de tenir sa mission et se résigne à une stratégie défensive. Poussées progressivement vers le Sud-est par l'avancée des troupes nord-coréennes, les forces de Walker subissent de lourdes pertes et demeure un certain temps incapable de former un front défendable, même après l'arrivée de la 1re division de cavalerie et de la 25e division d'infanterie dans les combats.
Walker n'est pas aidé par les exigences irréalistes de MacArthur qui depuis Tokyo lui ordonne de ne pas reculer d'un pouce. Tentant d'obéir, Walker fait un discours où il demande à ses subordonnées ainsi qu’à ses troupes « plus un pas en arrière ». Mais il ne peut empêcher les Nord-Coréens de repousser plus loin encore les Américains et les troupes de la République de Corée (RDC), extrêmement mal malmenés dans ces premiers jours de l'invasion.
Alors que les forces américaines et sud-coréennes ont reculé plus à l'Est et au sud, ils sont finalement arrivés à construire une ligne défendable sur le fleuve Nakdong,. Ils profitent des voies d'approvisionnement plus courtes et d’un relativement bon réseau routier afin d’exploiter les avantages de la stratégie de
lignes intérieures (en). Walker est en mesure de déplacer rapidement ses unités de point en point afin de concentrer ses forces contre les attaques nord-coréennes. De plus, Walker dispose d’un sérieux avantage car le renseignement militaire a réussi à craquer les codes radio nord-coréens. Walker connaît chaque mouvement important de l'armée nord-coréenne avant son passage à l'action. Il garde ses principales unités déployées sur les lignes de front, mais conserve des unités de l’Army et des Marines en réserve mobile. Avec sa capacité à lire les intentions nord-coréennes, il peut précipiter ces renforts pour combler les failles défensives dans la ligne et contrer les tentatives de percée nord-coréenne. Sa connaissance préalable des mouvements de l'ennemi lui permet également de déployer l'artillerie et les forces aériennes de manière très efficace. Les forces américaines consolident progressivement cette position défensive sur la côte sud-est de la péninsule Coréenne, surnommé le « périmètre de Busan ». Walker reçoit des renforts, dont la 1re brigade provisoire des Marines, qu'il utilise conjointement avec le 27e régiment d'infanterie de l'US Army comme des unités d’intervention rapides, des troupes fiables spécialisés dans la contre-attaque et bloquant les tentatives de pénétrations ennemies.

#### La contre-offensive américaine
Avec l'arrivée de renforts, les combats tournent à l'avantage des forces américaines et sud-coréennes. De plus, les forces nord-coréennes souffrent terriblement de la faiblesse de leurs lignes d'approvisionnement qui plus est sous bombardement aérien constant,. La quasi-totalité de leurs chars T-34, qui ont permis l'invasion initiale, a été détruite. Walker ordonne de mener des contre-attaques locales, pendant que l'on planifie une contre-attaque à grande échelle depuis le périmètre de Busan conjointement au débarquement d'Incheon organisé par MacArthur pour la mi-septembre. Avec l'opération amphibie de MacArthur qui tente une manœuvre de flanquement, les Nord-Coréens semblent pris au piège, mais après la percée de leur ligne sur le périmètre, Walker prend rapidement la direction du Nord-ouest vers Incheon et Séoul et ne fait aucune tentative pour encercler et anéantir les forces nord-coréennes. Et bien que des milliers de prisonniers soient pris, de nombreuses unités nord-coréennes peuvent se désengager avec succès des combats, et prendre le chemin de la Corée du Nord ou se fondre à l’intérieur de la Corée afin de mener la guérilla.
La guerre apparemment gagnée, la 8e armée de Walker manœuvre rapidement vers le nord et, avec le 10e corps indépendant sur sa droite, franchit le 38e parallèle pour occuper la Corée du Nord. Après des combats sporadiques et quelques affrontements plus tranchants avec les restes de forces nord-coréennes, la 8e armée approche de le fleuve Yalou, la frontière de la Corée du Nord avec la Chine, à la fin d’octobre 1950. Walker, informé par le quartier général de MacArthur que les Chinois n'ont pas l'intention d'intervenir, ne s'est pas assuré que ses troupes maintiennent un haut degré de vigilance et de sécurité. En raison d'un manque de coordination entre Walker, le général Edward Almond, commandant du 10e corps, et le quartier général de MacArthur à Tokyo, un écart s’est creusé entre la 8e armée et le 10e corps en se déplaçant vers la frontière chinoise. Et l’hiver approchant, le temps tourne au grand froid, alors que la plupart des unités américaines n’ont pas de formation et d’équipement adéquat.

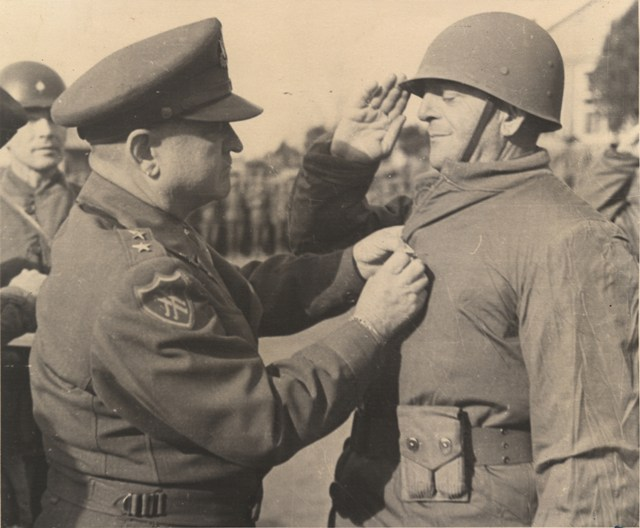
Le général de brigade turc Tahsin Yazıcı reçoit la Silver Star des mains de Walton Walker, le 15 décembre 1950.

Contrairement aux attentes de MacArthur, les Chinois interviennent avec force, d’abord par une série d'embuscades, puis par des attaques nocturnes sporadiques. Enfin, ils lancent une offensive tous azimuts dans laquelle de grandes forces chinoises infiltrent les lignes adverses, en profitant des mesures insuffisantes de sécurité prises par les Américains et du grand intervalle entre les forces américaines et sud-coréennes et entre la 8e armée et le 10e corps. De la fin octobre jusqu'au début de décembre en 1950, les Chinois tuent ou capturent des milliers de soldats américains et sud-coréens, décimant la 2e division d'infanterie et forçant Walker à une retraite désespérée. Il ordonne à la 8e armée de renoncer à la Corée du Nord le 3 décembre,
Début décembre, s'appuyant sur sa mobilité supérieure, Walker réussit à rompre le contact avec les troupes chinoises. Il se replie vers le Sud sur une position autour de Pyongyang, la capitale de la Corée du Nord. Sans instructions du quartier général de MacArthur, Walker estime que la 8e armée n’est pas en mesure de défendre Pyongyang et ordonne la retraite au-delà du 38e parallèle. Au milieu du mois, la 8e armée forme un périmètre de défense autour de Séoul où Walker attend les Chinois et les Nord-coréens. Mais le général Walker est tué dans un accident le 23 décembre 1950, près de Uijeongbu, lorsque sa jeep de commandement entre en collision avec un camion civil à grande vitesse, alors qu'il inspecte les positions militaires au nord de Séoul. Le lieutenant-général Matthew Ridgway reprend alors le commandement de la 8e armée des États-Unis. Le corps de Walker est escorté aux États-Unis par son fils, le futur général de l'US Army Sam S. Walker, alors commandant de bataillon dans le 19e régiment d'infanterie, qui a également servi en Corée. Walton Walker est enterré dans la section 34 du cimetière national d'Arlington, le 2 janvier 1951.

## Héritage et honneurs

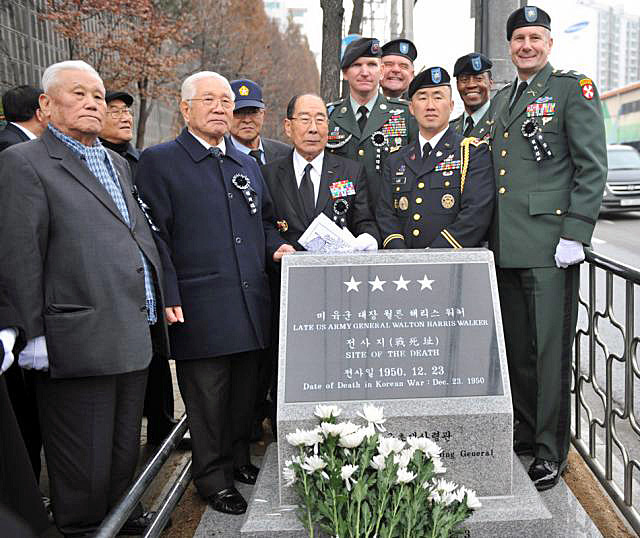
Le monument Walton Harris Walker, à Séoul en 2009 lors de la 1re cérémonie commémorative.

Promu à titre posthume au grade de général 4 étoiles, la mémoire de Walker est particulièrement honorée dans les années qui ont suivi la guerre de Corée. L'armée choisit son nom (et son autre surnom) pour son char léger, le M41 Walker Bulldog. La ville de Dallas au Texas, nomme le segment ouest de la Texas State Highway Loop 12 (en) d’après son nom. L'un des plus grands hôtels de loisirs de l'Armed Forces Recreation Centers (en), le General Walker Hotel (en) à Berchtesgaden (aujourd’hui démoli), a également été nommé en son honneur. Le Camp Walker (en) à Daegu est aussi nommé en son honneur.
En 1963, le président de Corée du Sud Park Chung-hee honore le général en nommant une colline d’après son nom au sud de Séoul, la Walter Hill. Aujourd’hui, la Walker Hill est le site du Sheraton Walker Hill, un hôtel cinq étoiles international et l'hôtel, et du Walker Hill Apartment à Gwangjin-Gu.
En décembre 2009, le maire du district de Dobong-gu, Choi Sun-Kil, dévoile le monument Walton Harris Walker qui marque le site de sa mort. Le mémorial, qui est près de la station de métro Dobong Station (en), rend également hommage à Walker et à tous ceux qui ont défendu la Corée du Sud lors de la guerre de Corée.
La Walker Intermediate School située dans le camp militaire de Fort Knox, ouvre en 1962 et est nommé en son honneur.

## Promotions militaires
| Aucun insigne                                        | Cadet, United States Military Academy: 15 juin 1907           |
| Aucune broche d'insigne en 1912                      | Second Lieutenant, Regular Army: 12 juin 1912                 |
|                                                      | First Lieutenant, Regular Army: 1er juillet, 1916             |
|                                                      | Captain, Regular Army: 17 mai 1917                            |
|                                                      | Major, National Army: 7 juin, 1918                            |
|                                                      | Lieutenant Colonel, National Army: 6 mai 1919                 |
|                                                      | Captain, Regular Army: 12 février 1920                        |
|                                                      | Major, Regular Army: 1er juillet 1920                         |
|                                                      | Lieutenant Colonel, Regular Army: 1er août 1935               |
|                                                      | Colonel, Army of the United States: 14 février 1941           |
|                                                      | Brigadier General, Army of the United States: 10 juillet 1941 |
|                                                      | Major General, Army of the United States: 16 février 1942     |
|                                                      | Colonel, Regular Army: 1er mai 1942                           |
|                                                      | Lieutenant General, Army of the United States: 15 avril 1945  |
| Source : Official Register of the United States Army |                                                               |

## Récompenses et décorations
Dunford est le bénéficiaire des récompenses suivants : 
| Bronze oak leaf cluster | Bronze oak leaf cluster | Bronze oak leaf cluster · Bronze oak leaf cluster |  |
| Bronze oak leaf cluster |                         | Silver oak leaf cluster · Silver oak leaf cluster |  |

| Distinguished Service Cross avec 1 feuille de chêne | Distinguished Service Medal avec 1 feuille de chêne | Silver Star avec 2 feuilles de chêne         | Legion of Merit         |
| Distinguished Flying Cross avec 1 feuille de chêne  | Bronze Star                                         | Air Medal avec 2 feuilles de chêne en argent | Army Commendation Medal |
| World War I Victory Medal                           | Army of Occupation of Germany Medal                 | American Defense Service Medal               | American Campaign Medal |
| European-African-Middle Eastern Campaign Medal      | World War II Victory Medal                          | Army of Occupation Medal                     | Korean Service Medal    |
| United Nations Korea Medal                          | Korean War Service Medal                            |                                              |                         |